# Филей (сын Авгия)
Филей (др.-греч. Φῡλεύς) — персонаж древнегреческой мифологии. Сын Авгия, отец Мегета. Участник Калидонской охоты. Выступил свидетелем в защиту Геракла, но отец изгнал его. Филей поселился на Дулихии.
Позже Геракл вернул его на родину и передал царскую власть. Так как страна потеряла всех мужчин в зрелом возрасте, элейские женщины молились Афине, чтобы сразу забеременеть, и воздвигли храм Афины Матери. Устроив все в Элиде, Филей вернулся на Дулихий. Возлюбленный Тимандры, жены Эхема.